# Особняк Рижова (Харків)
Особняк купця Рижова Петра Павловича (Будинок Архітектора) — неоренесансна будівля початку XX століття в центрі Харкова. Будинок зведено за проєктом архітектора Віктора Валеріановича Величка. Особняк є пам'яткою архітектури та містобудування місцевого значення № 166.

## Історія
Одноповерхова з вулиці та двоповерхова з двору будівля збудована для купця, співвласника товариства торгівлі металевими та шорними виробами Рижова Петра Павловича. Особняк спроєктований українським архітектором Віктором Валеріановичем Величко, і зведений у 1911—1912 роках на земельній ділянці між Садово-Куликівською вулицею (сучасна вулиця Дарвіна) і сучасною вулицею Манізера (тоді вона ще не існувала).
Після захоплення міста більшовиками, в 1919 році, у Харкові почала діяти Надзвичайна комісія з боротьби з контрреволюцією і саботажем, так звана «харківська надзвичайка». Основною метою діяльності Харківської НК був захист безпеки новоствореної псевдоукраїнської радянської республіки. Вона відома своїми вбивствами й катуваннями як заможних, так і звичайних людей.
У 1922 році НК було ліквідовано, а в 1934 році в колишньому особняку Рижова розмістився Будинок Архітектора. Зараз у ньому розташована Харківська обласна організація Національної спілки архітекторів України. Приміщення здаються в оренду для проведення свят і виставок. Особняк відомий як «Будинок Архітектора».
1 вересня 2023 року у літньому кафе поруч з будівлею сталася пожежа, вогонь перекинувся на перший та другий поверх Будинку архітектора. В результаті пожежі пошкоджено перекриття, затопило деякі приміщення. Волонтери зібрали 150 000 грн на відновлення будівлі, до відновлення також пообіцяла долучитися міська влада.

## Опис
Фасад прикрашають колони та пілястри іонічного ордера, барельєфи, скульптура-фонтан лева, двоколонний портик над входом, балюстрада, карниз і балкон. Будівля розташована трохи далі від червоної лінії вулиці, а також відгороджена кованим металевим парканом. А позаду будинку є веранда з виходом у сад, де збереглася напівротонда, яка була відреставрована у 2021 році. Її можна побачити з вулиці Манізера.
Всередині має коридорне планування та три великі зали: синю (прихожа), зелену й білу. Збереглися колони, пілястри, декоративні кронштейни, медальйони, барельєфи, дубові різьблені вставки, мармурові сходи, камін, паркет, двері та вікна. Збереглися і деякі меблі: комод, декілька шаф, великий стіл, люстри, піаніно, на стінах великі картини.
Наразі будівля дуже добре збережена, але потребує реставрації. По фасаду будівлі пішли тріщини, а веранда перебуває в неналежному стані. Всередині будинку встановлено один із проєктів реконструкції майдану Свободи початку XX століття та меморіальну табличку на честь загиблих архітекторів у роки Другої світової війни.

## Галерея

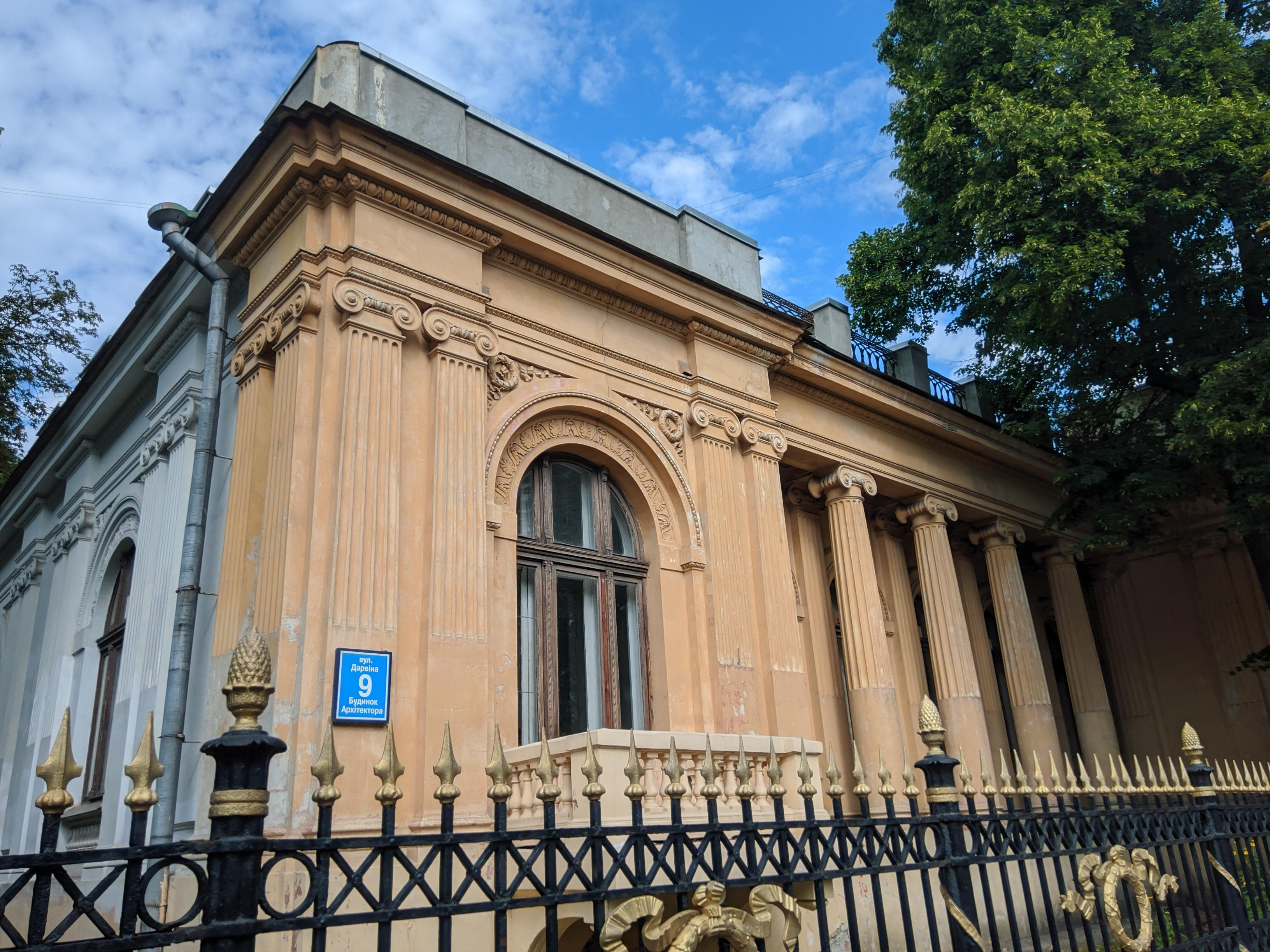
Пілястри та конони фасаду
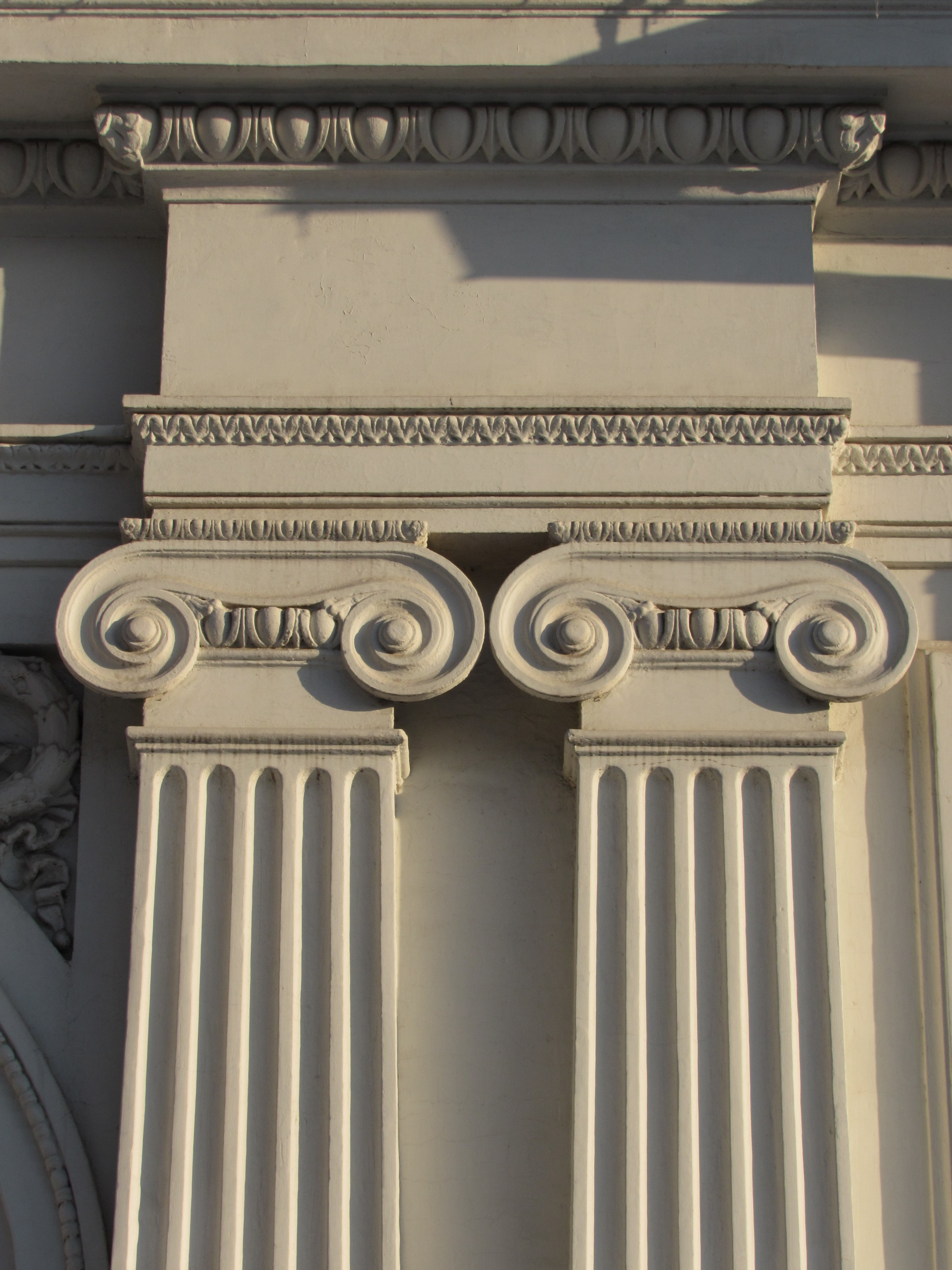
Пілястри бічного фасаду
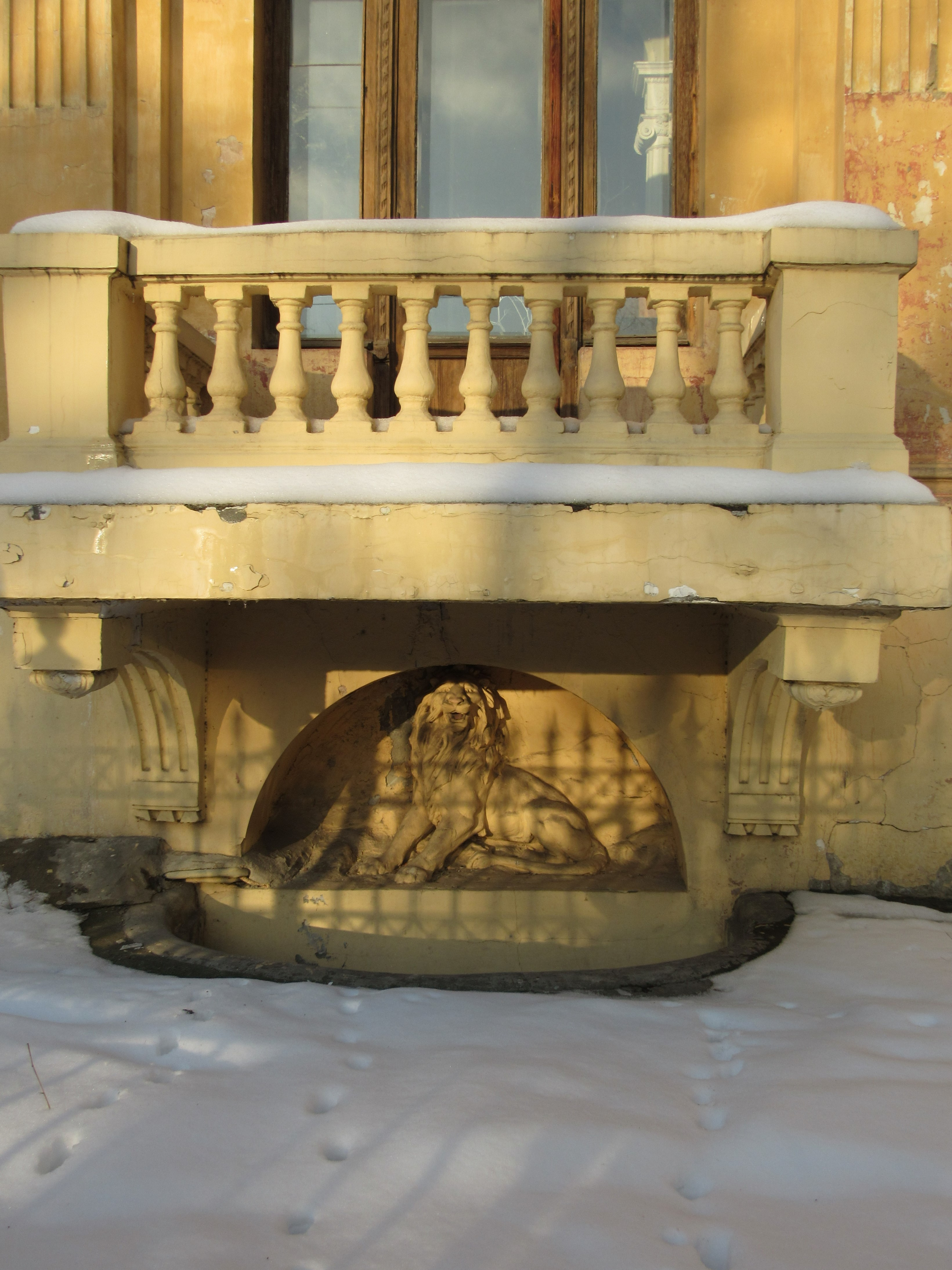
Непрацюючий фонтан зі скульптурою лева
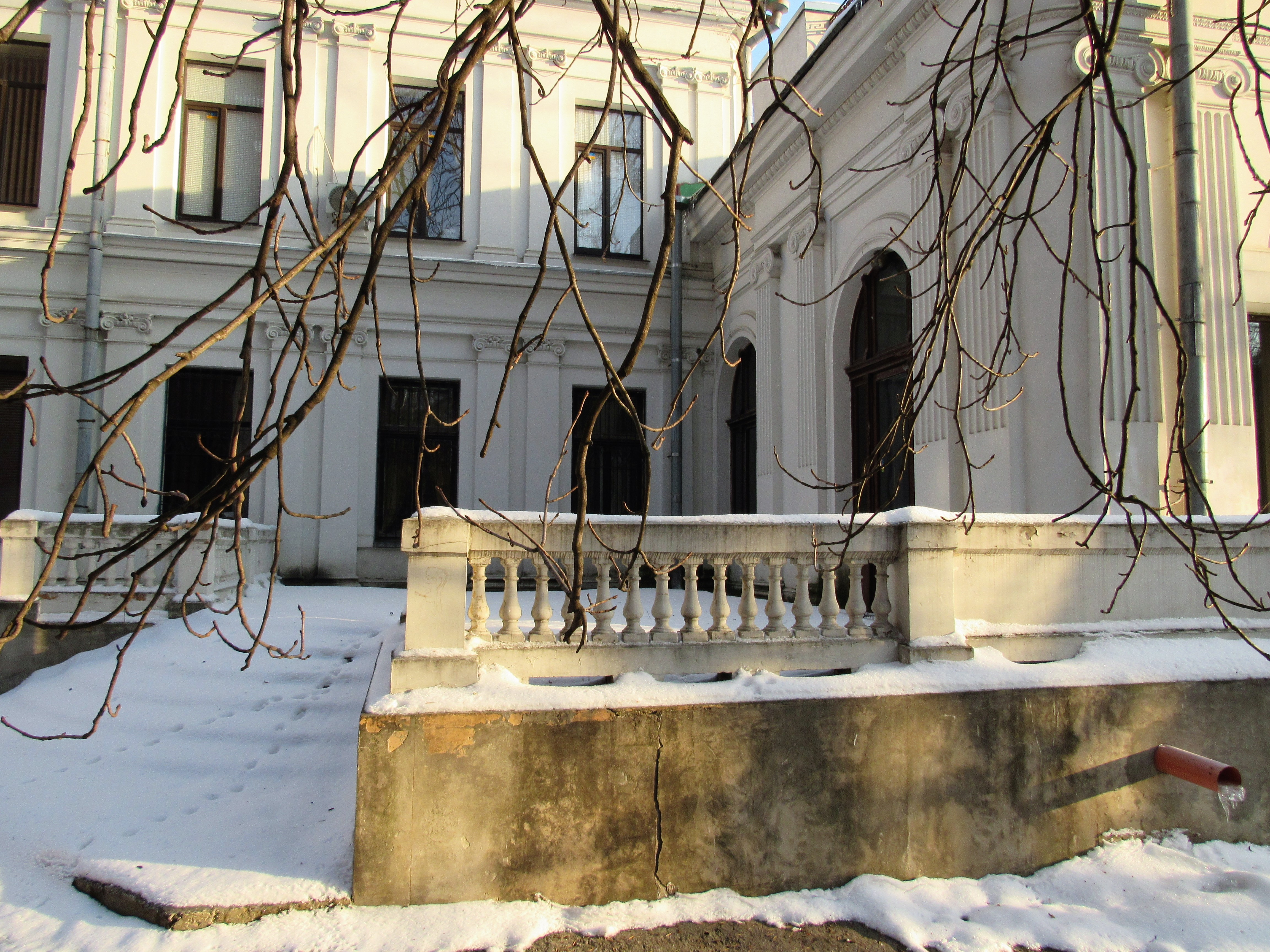
Веранда
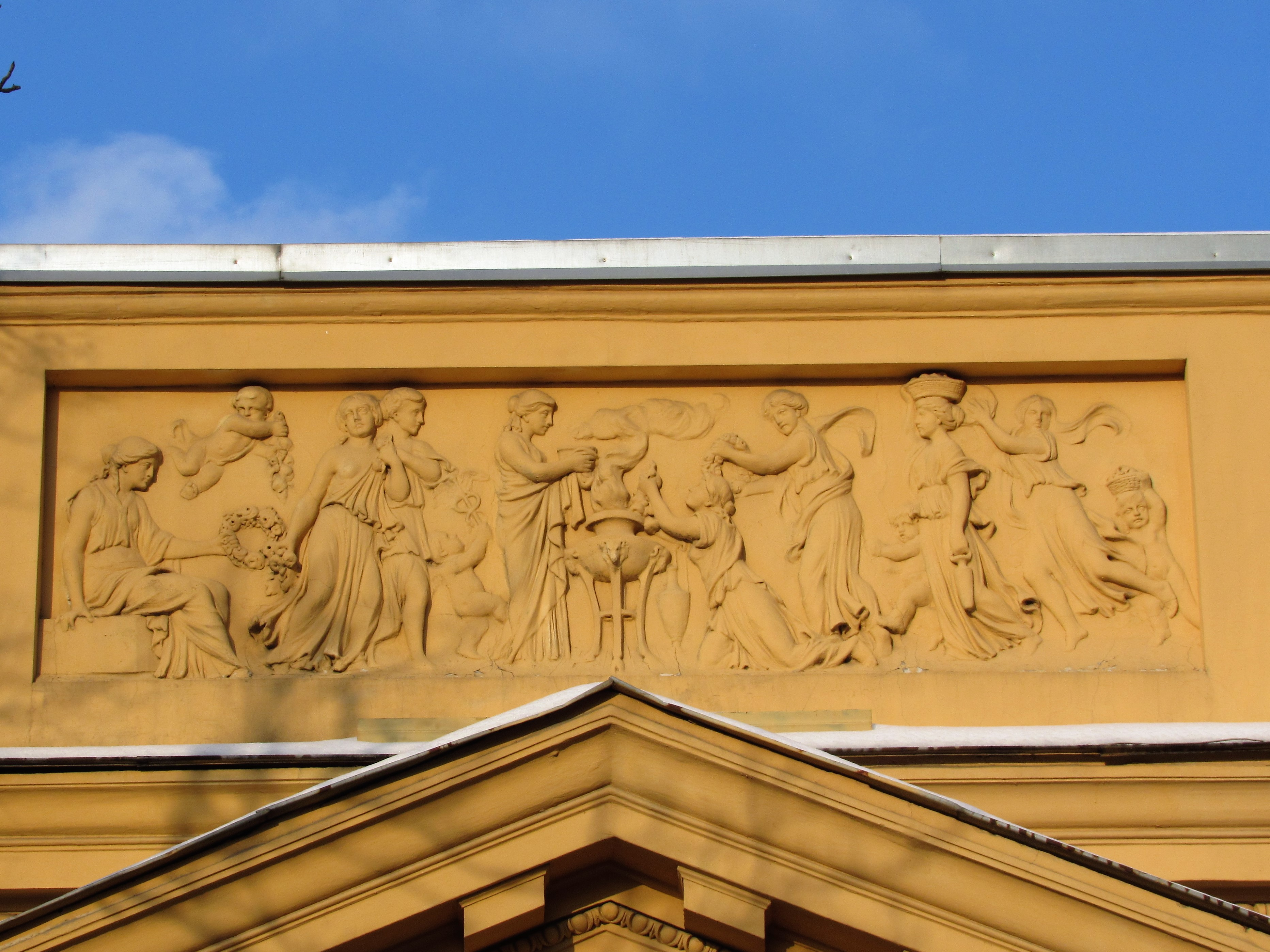
Барельєф
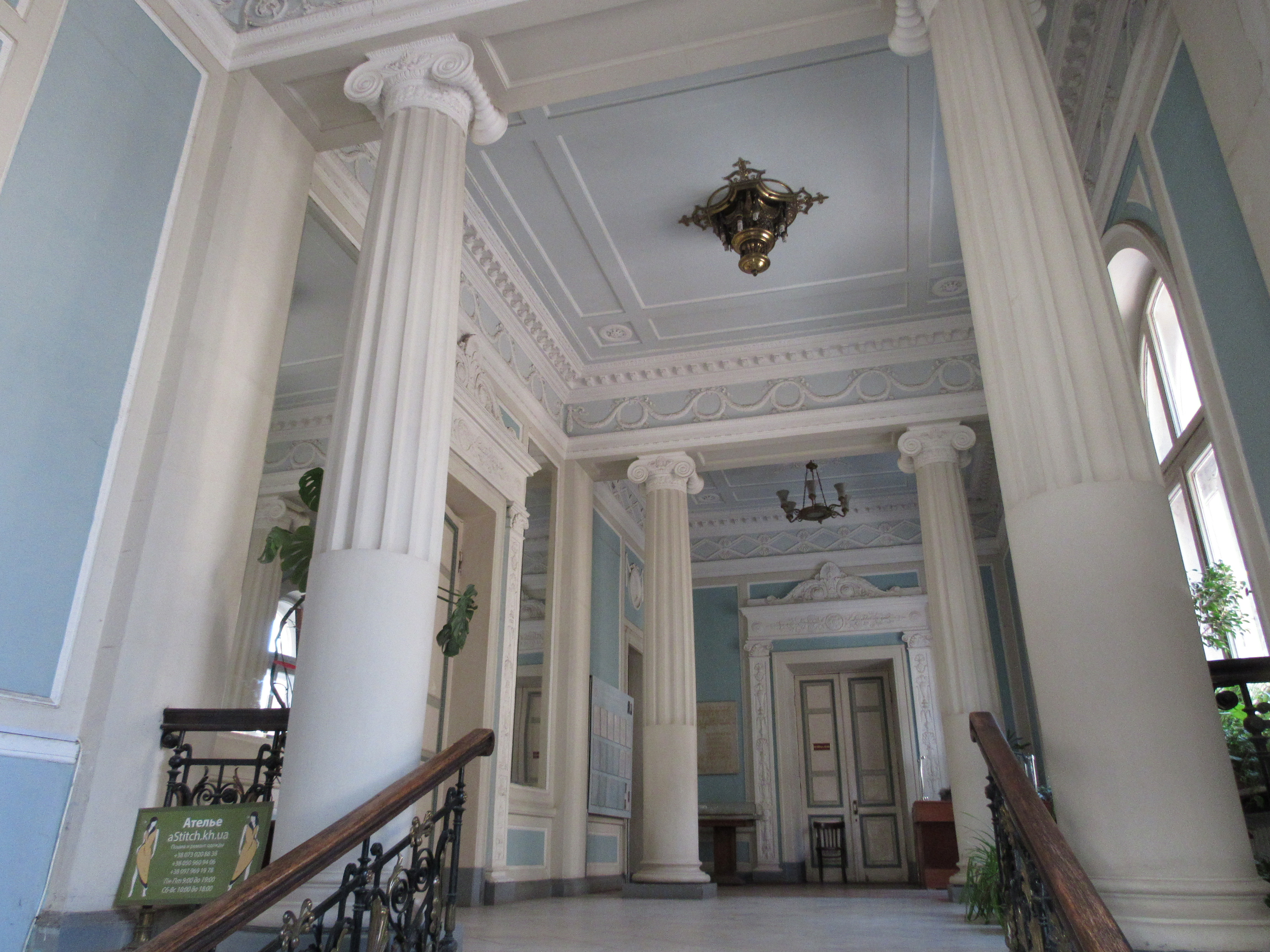
Синя зала
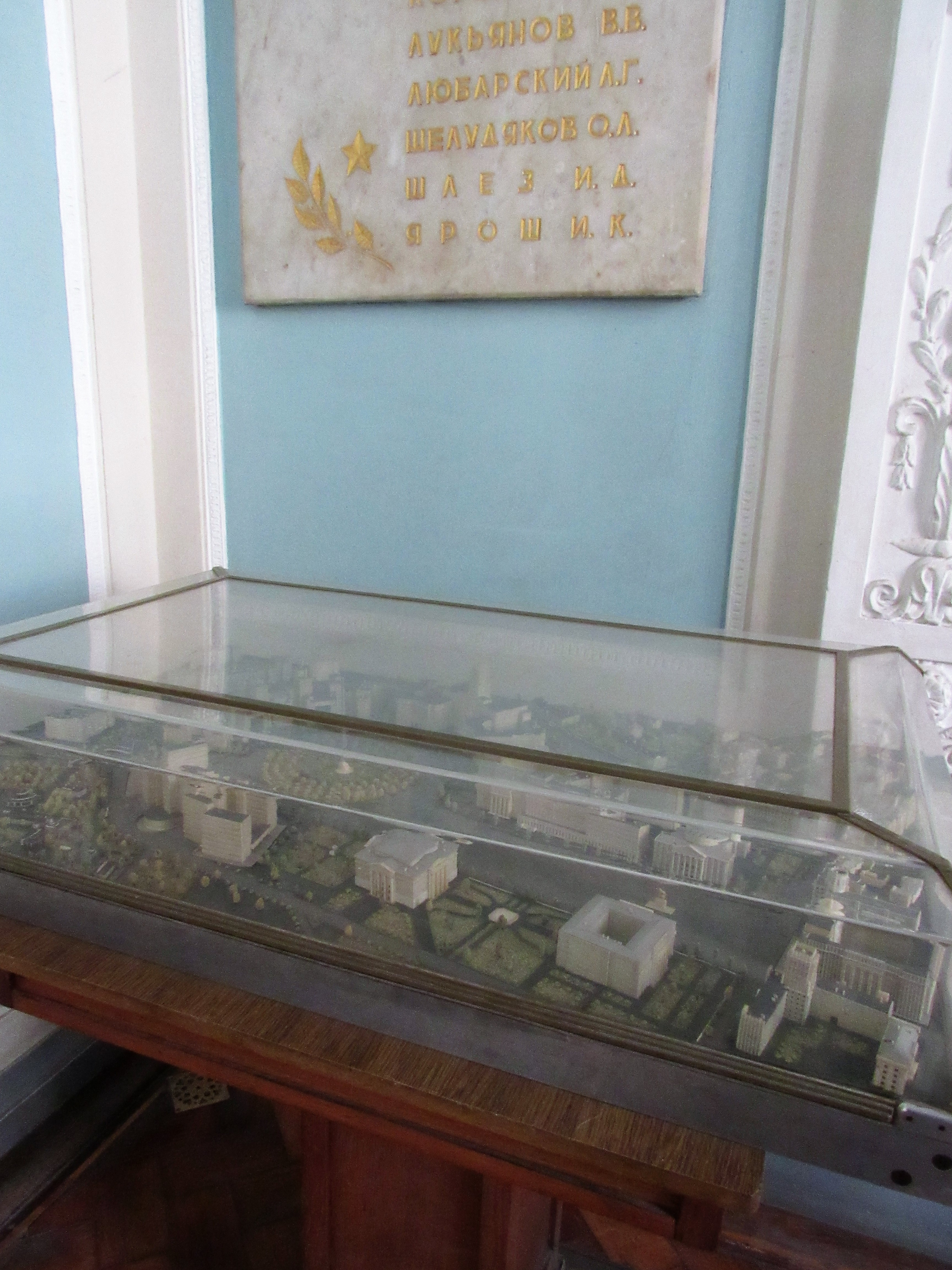
Проєкт майдану Свободи
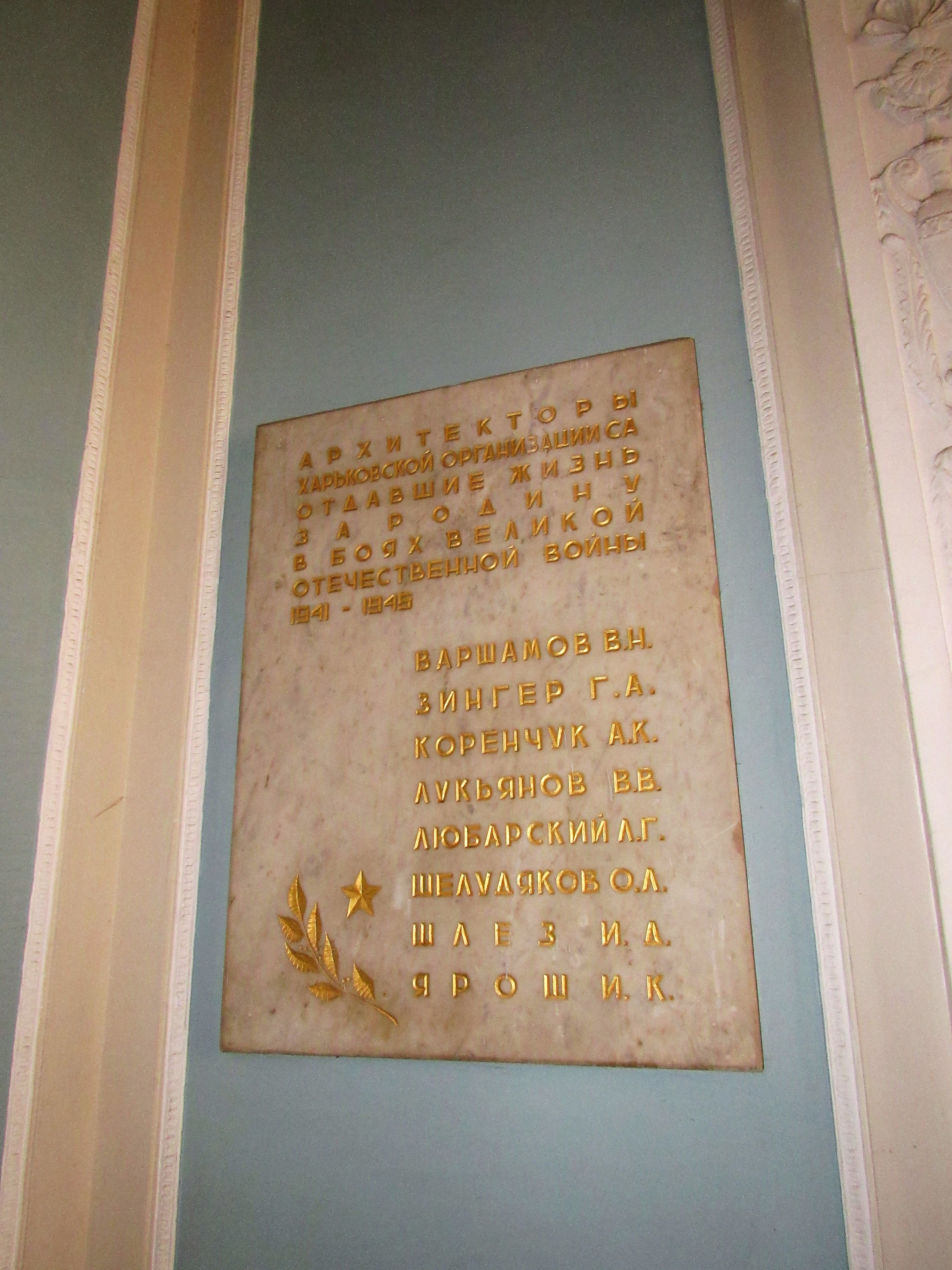
Меморіальна табличка
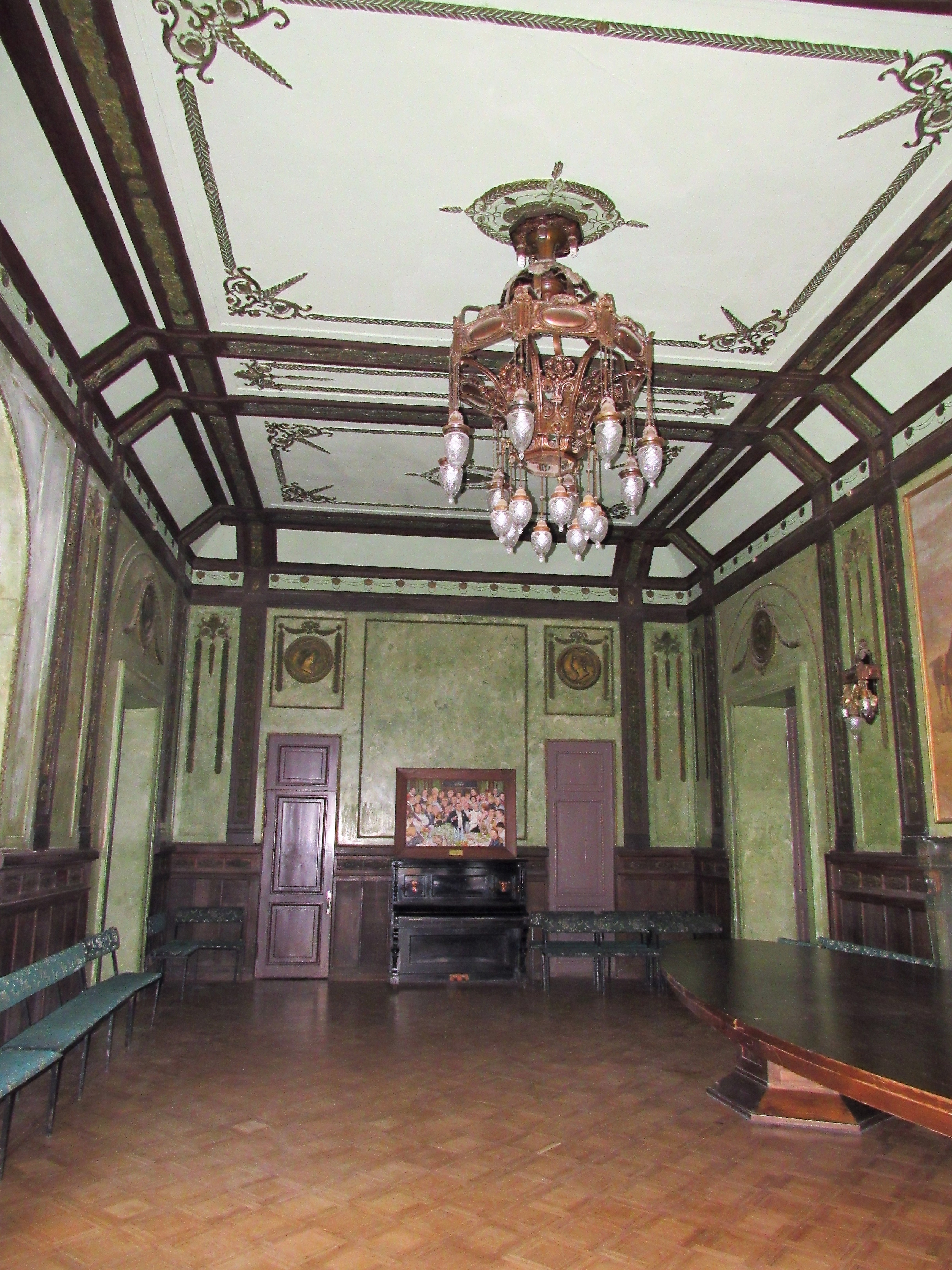
Зелена зала
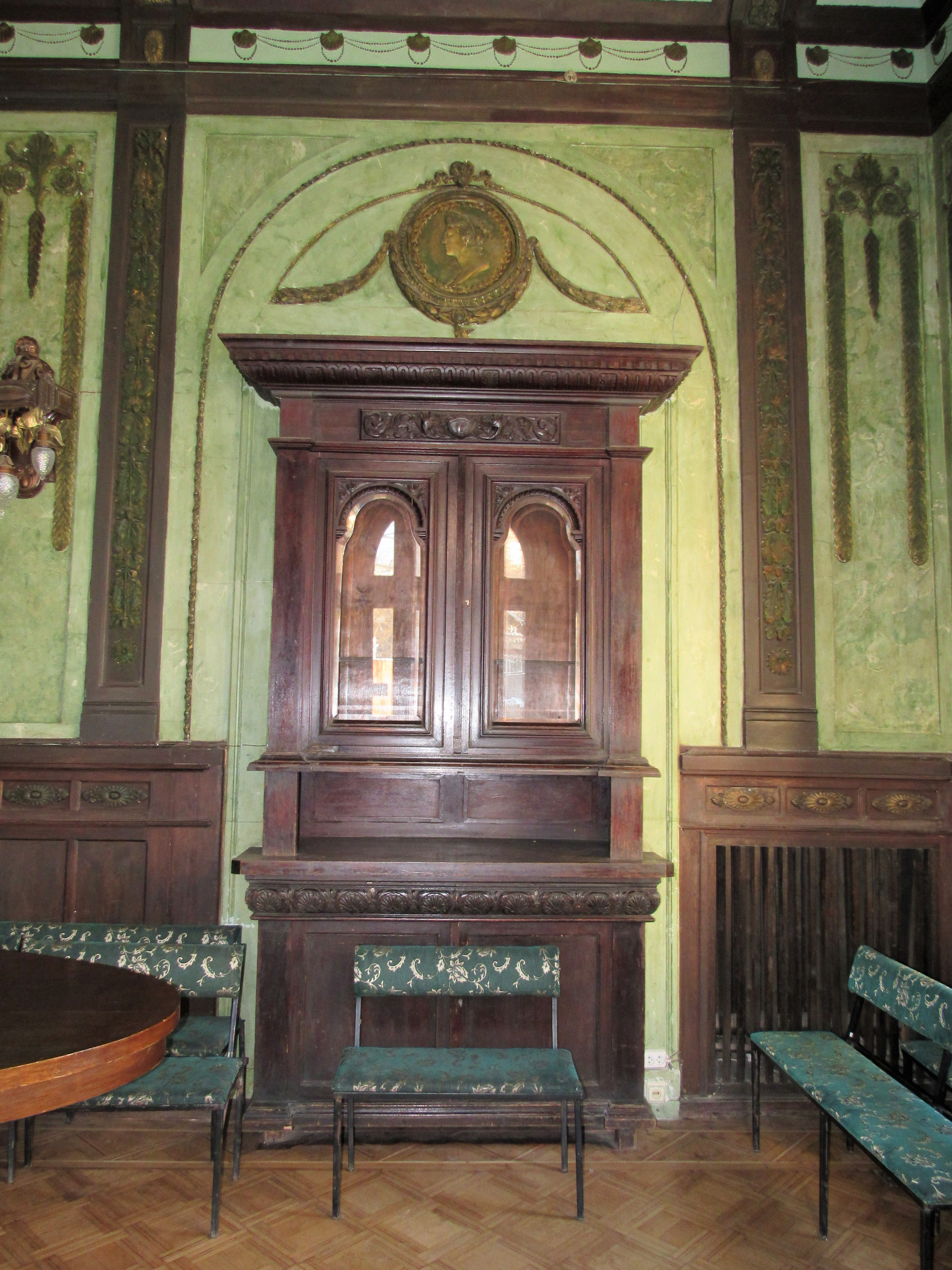
Шафа у зеленій залі
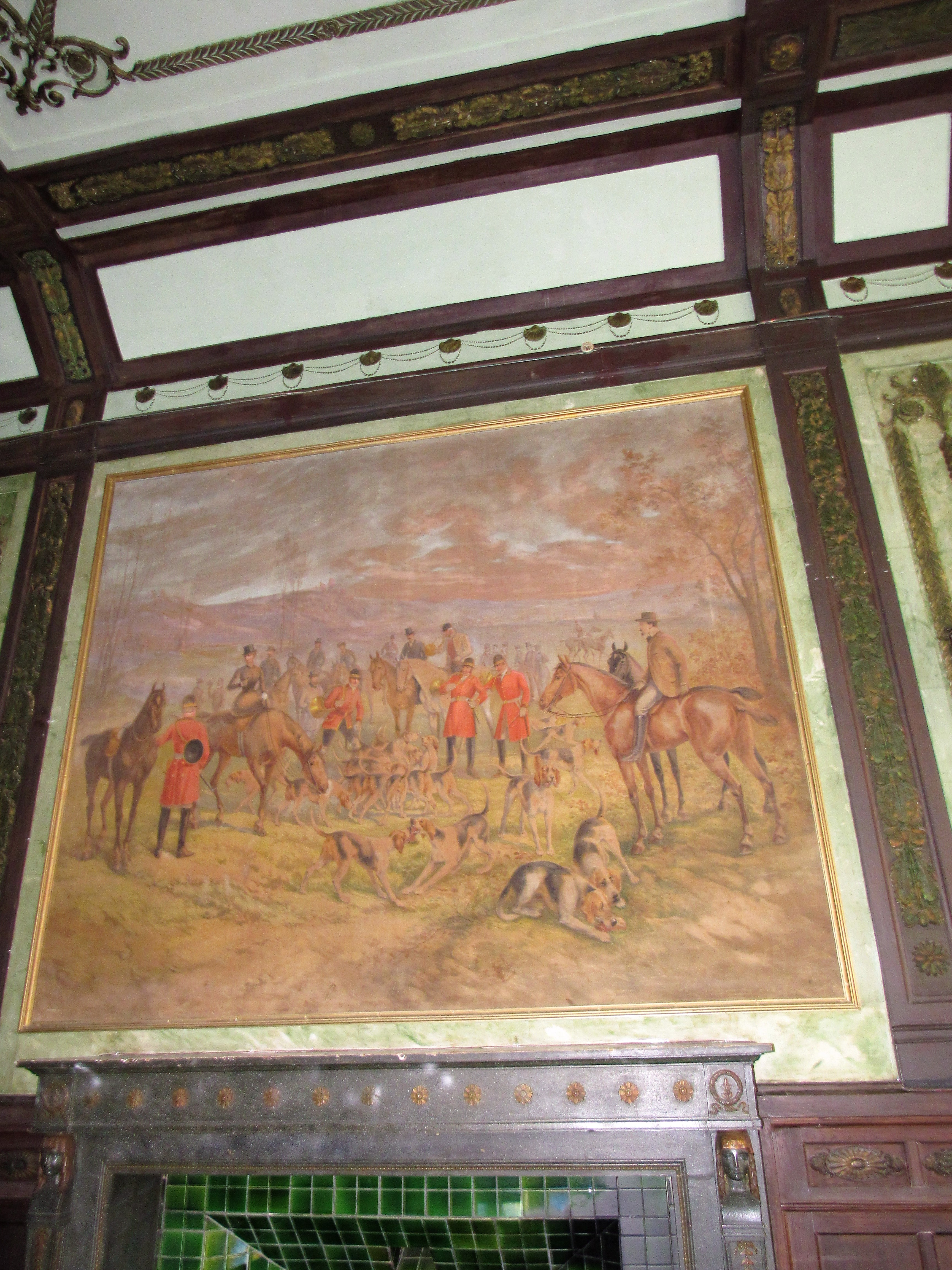
Картина над каміном
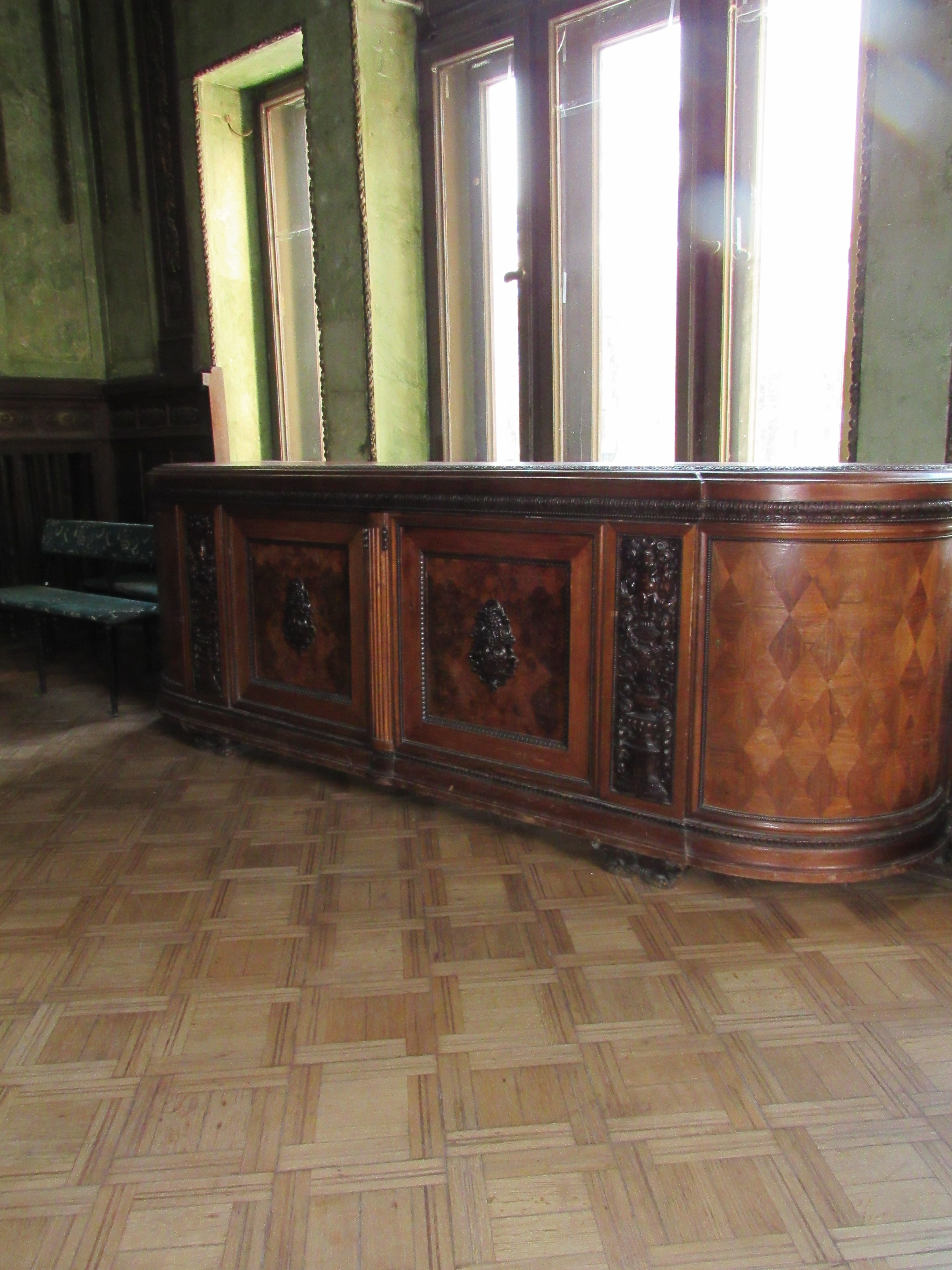
Комод
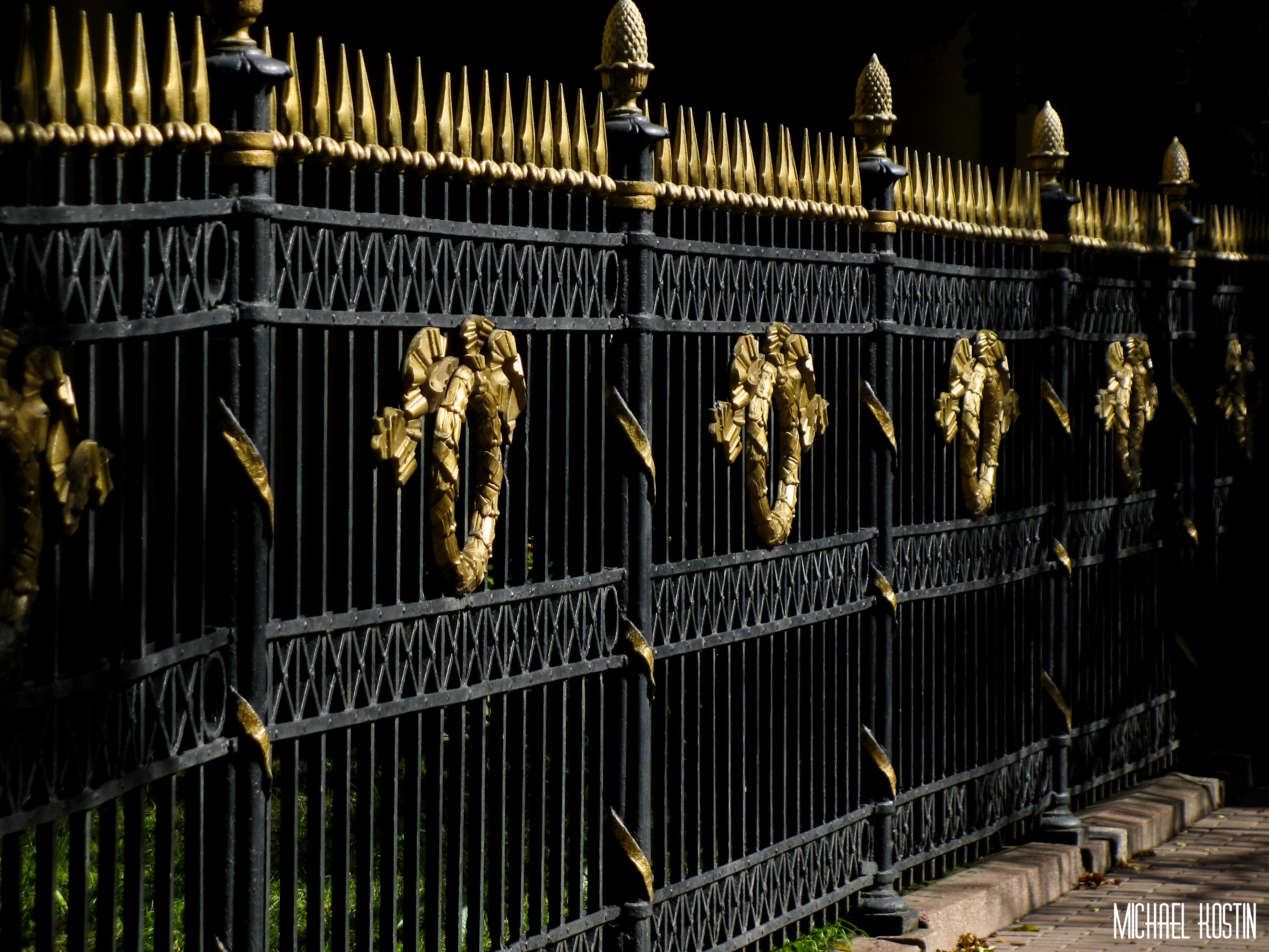
Паркан
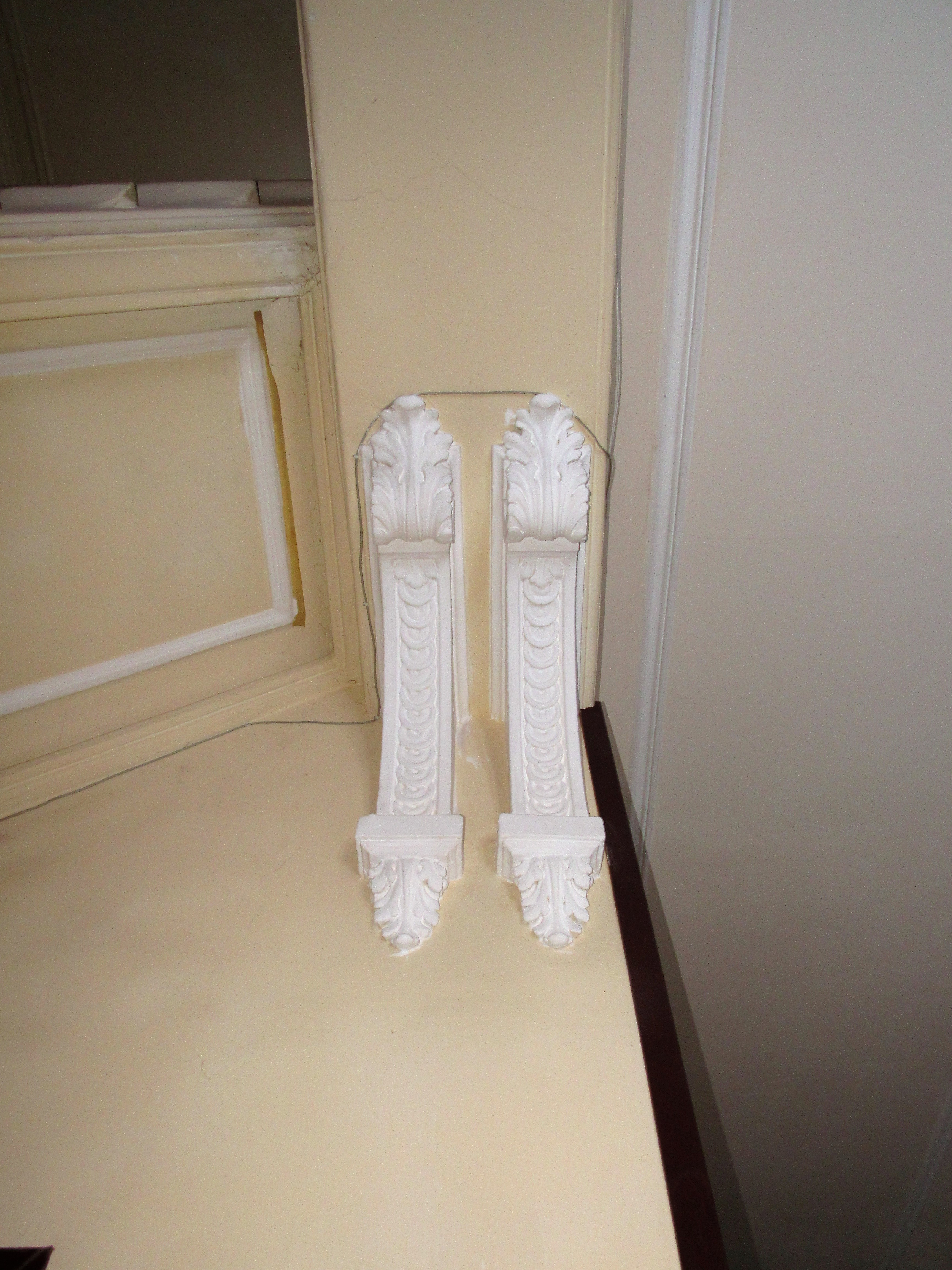
Кронштейни у коридорі
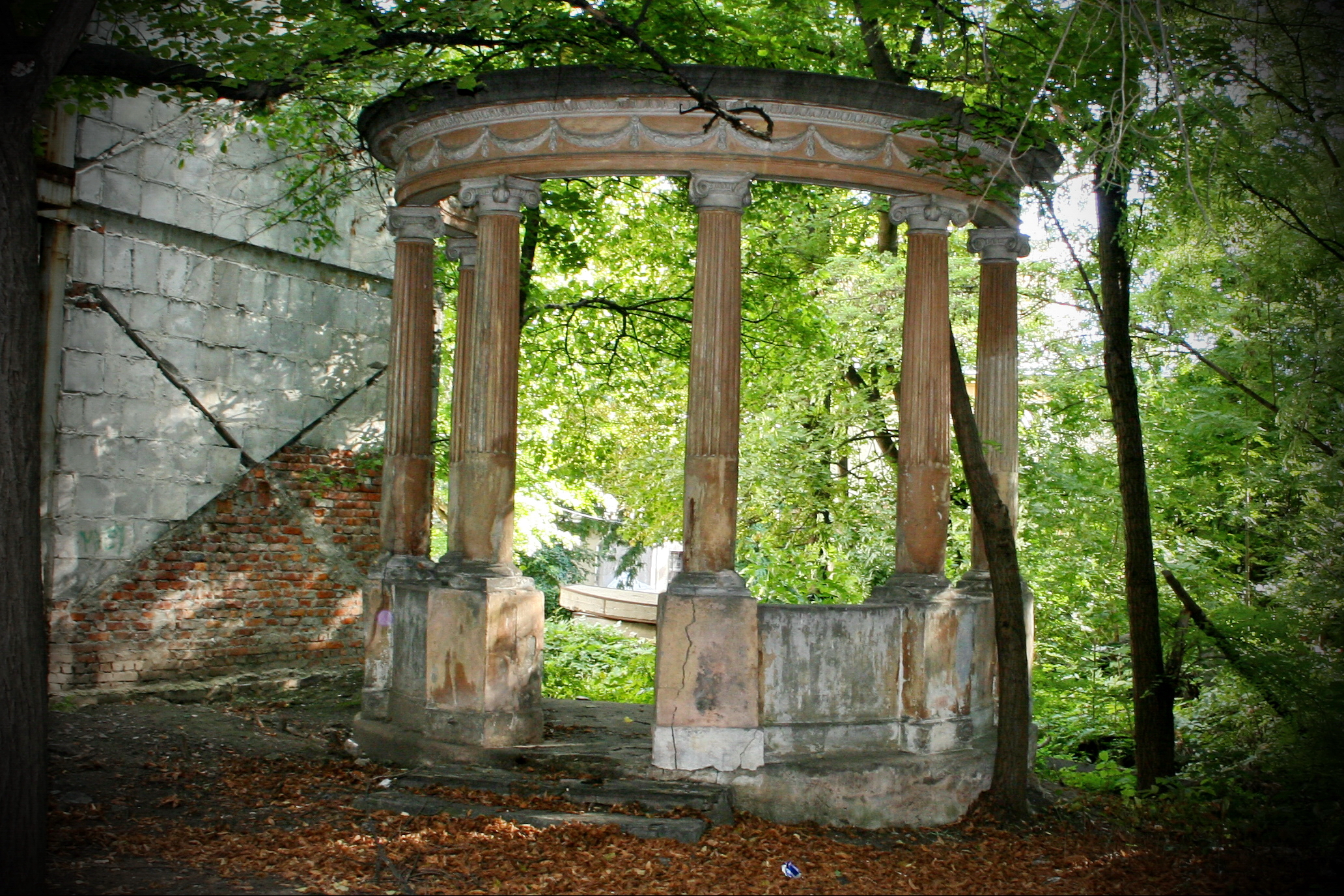
Ротонда до реставрації